# Drasteria media
Drasteria media là một loài bướm đêm trong họ Erebidae.